# Blånabbane
Die Blånabbane (frei aus dem Norwegischen übersetzt Blaununatakker; in Australien Anniversary Nunataks) sind eine kleine Gruppe bis zu 1132 m hoher Nunatakker im ostantarktischen Mac-Robertson-Land. Sie ragen 24 km östlich des Tvitoppen auf.
Norwegische Kartografen, die auch ihre deskriptive Benennung vornahmen, kartierten sie anhand von Luftaufnahmen, die bei der Lars-Christensen-Expedition 1936/37 entstanden. Australische Wissenschaftler benannten sie anlässlich der Errichtung einer Vermessungsstation am 26. Januar 1963 nach dem Jahrestag der Besiedlung Australiens durch europäische Einwanderer.